# Colobothea elongata
Colobothea elongata là một loài bọ cánh cứng trong họ Cerambycidae.